# Michael Zohary
Michael Zohary (hébreu : מיכאל זהרי), né en 1898 à Bóbrka en Galicie sous le nom de Michael Schein et décédé en 1983 en Israël, était une figure pionnière de la botanique israélienne.

## Biographie
Né au sein d'une famille juive près de Lviv, alors possession de l'Empire austro-hongrois, il immigra en Empire ottoman en 1920. Après avoir travaillé comme cantonnier pour les routes, il suivit le Séminaire de l'enseignant à Jérusalem. Il publia le monumental Geobotanical Foundations of the Middle East. Il fut responsable de l'introduction du principe important d'antitéléochorie qui esquissait le fait que la germination des graines des plantes désertiques est assurée par une dispersion restreinte autour du plant parent. Sa recherche concernait une vaste région du Moyen-Orient et le conduisit à publier plus de 100 articles et livres sur la flore de la zone. En 1952, il fut nommé professeur de botanique à l'Université hébraïque de Jérusalem. Peu avant sa mort, il publia le détaillé Plants of the Bible. Il est le père de Daniel Zohary, également botaniste.

## Récompenses et distinctions
Membre de l'Académie israélienne des sciences et lettres Michael Zohary fut lauréat en 1954 du prix Israël pour les sciences de la vie.